# بر بحر جو
بر بحر جو هي مجلة رياضية شهرية إماراتية متخصصة في رياضة المغامرات والتحدي تصدر من أبوظبي. رئيس تحريرها هو أحمد بن حمدان آل نهيان.

## التاريخ
صدرت من أبوظبي في نوفمبر 2010.

## وصلات خارجية
لم يتم العثور على روابط لمواقع التواصل الاجتماعي.